# Воробьёва, Халида Шайхнуровна
Халида Шайхнуровна Воробьёва (в девичестве Фардеева; род. 3 сентября 1948 года, Гремячинск, Пермская область) — советская конькобежка, чемпионка СССР (1979 - 500 м), бронзовый призёр (1978 - 500, 1500 м) и по спринтерскому многоборью (1979), рекордсменка СССР, рекордсменка мира на 1500 м, 10-кратная чемпионка России среди ветеранов. Мастер спорта СССР международного класса (1978). Выступала за ДСО "Труд" (Красногорск).

## Биография
Родилась в небольшом городке Гремячинске, что в Пермской области. B шахтерской семье Фардеевых, среди пятерых своих братьев и сестёр, Халида была старшей. Среди мальчишек слыла сорви-головой, и как ни пытались они приструнить отчаянную забияку-девчонку, спуску она им не давала ни в играх, ни в спорах. Путь девушки в спорт начался с занятий акробатикой в местном ДК. 
После школы, в 1968 году Халида поступила в педагогический техникум физкультуры в Перми, занималась лёгкой атлетикой. На втором курсе подруги пригласили на каток, ей понравилось. Начала заниматься в ноябре 1969-го у Германа Петровича Ромашова. Через несколько месяцев её уже пригласили на соревнования в Свердловск. Она так хорошо показала себя, что её заметили столичные тренеры и предложили переезд. 
В 1972 году дебютировала на первенстве РСФСР и заняла третье место в забеге на 1000 метров, а через месяц на дебютном чемпионате СССР в классическом многоборье заняла 13-е место. Потом Халида на два года исчезла с конькобежной сцены, вышла замуж, но как переехала в подмосковный городок Красногорск, стала тренироваться в Коломне у Владимира Александровича Кузьмина. Уже под фамилией Воробьёва участвовала в соревнованиях в конце 1975 года. 
Из-за возраста её не брали ни в сборную команду общества, ни в областную сборную, но её всегда поддерживали в спортклубе «Зоркий» Красногорского механического завода. Чтобы попасть в сборную, она тренировалась сутками и целых два года жила в комнатке под трибуной стадиона «Зоркий».  
Наконец в 1978 году 30-летняя спортсменка проявила себя, выиграв на 6-й зимней Спартакиаде народов РСФСР серебряную медаль в беге на 500 метров и бронзовую на 1500 метров. На чемпионате СССР завоевала две "бронзы" на этих же дистанциях, следом выиграла многоборье в соревнованиях на приз им.Кирова. и тогда же впервые участвовала на чемпионате СССР в спринтерском многоборье, но упала на 500-метровке и заняла 15-е место. 10 апреля 1978 года на катке Медео в Алма-Ате установила мировой рекорд в забеге на 1500 метров - 2.07.18. и получила звание Мастер спорта СССР международного класса.
В 1979 году на чемпионате СССР выиграла впервые золотую медаль в забеге на 500 метров и заняла 5-е место в многоборье, а также выиграла "бронзу" на чемпионате СССР в спринтерском многоборье. В 1980  завершила карьеру спортсменки. 
После спортивной карьеры работала тренером.
С начала 2000-х участвовала в соревнованиях мастеров и ветеранов. В 2003 году была чемпионкой мира среди мастеров. Халида Воробьева выиграла Кубок Союза конькобежцев России в 2020 году в возрастной категории 70 лет. Соревнованиях прошли среди спортсменов средних и старших групп населения по конькобежному спорту в спринтерском многоборье. Участвовало 52 конькобежца в возрастных категориях от 30 до 80 лет и старше. С результатом 240,675 в многоборье рекордсменка СССР заняла 1-е место в возрастной категории 70 лет на дистанциях 500, 1000 и 1500 метров, обойдя соперников из других регионов страны. 